# 圣罗格堂 (里奥马焦雷)

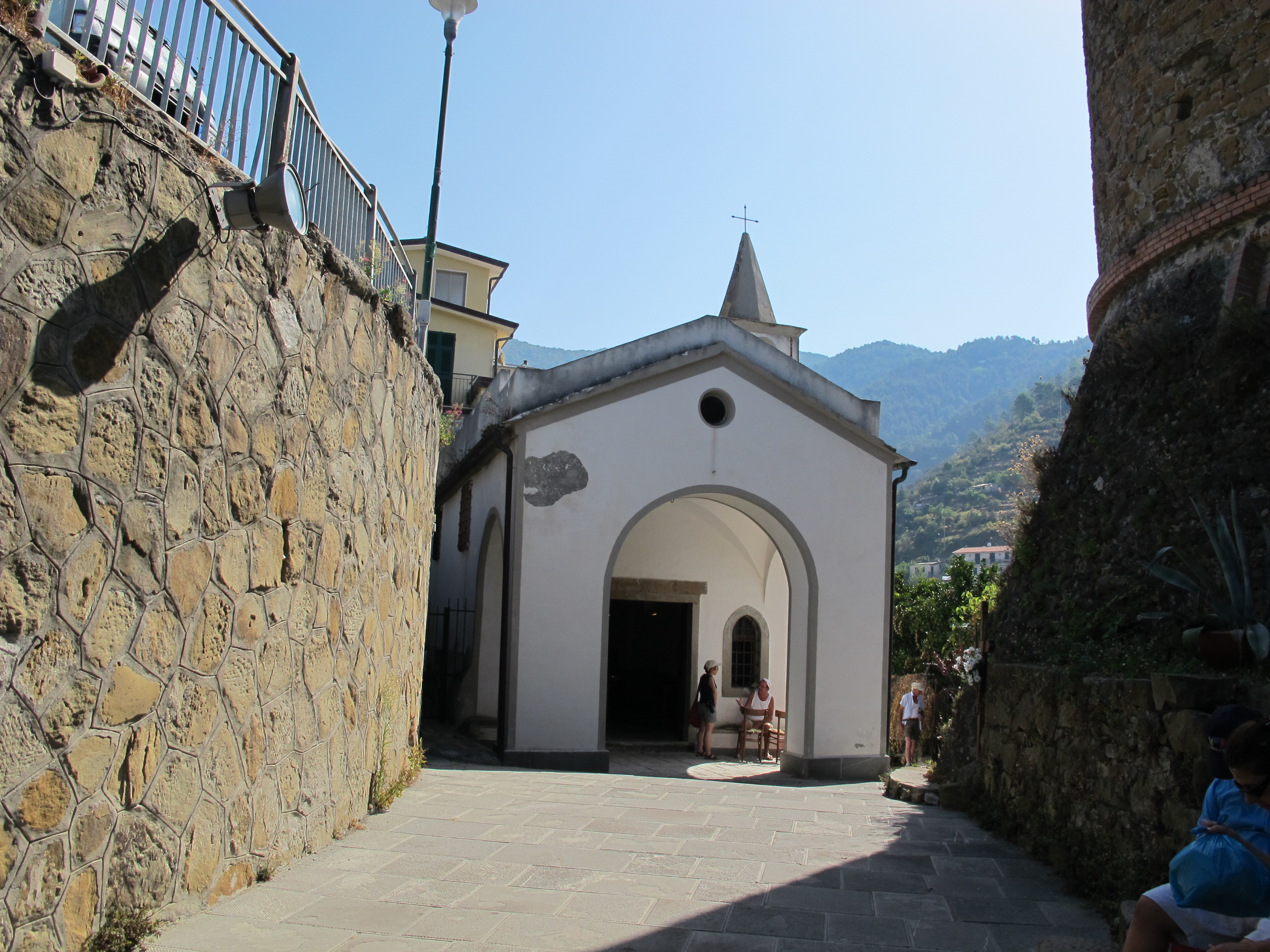
圣罗格堂

圣罗格堂（Oratorio dei Santi Rocco）建于1480年，以感谢造成该村几乎一半人口死亡的瘟疫的结束。
该堂位于里奥马焦雷城堡旁边，可以看到里奥马焦雷山谷的全景。
该堂建筑非常简单，小楼前有一个门廊。在巴洛克风格的祭台上，有一幅“圣母子、圣罗格和圣巴斯弟盎蒂安”的三联画。